# Ich lasse dich nicht, du segnest mich denn, BWV 157
Ich lasse dich nicht, du segnest mich denn (en español: No te dejaré, si no me bendices), BWV 157, es una cantata para iglesia de Johann Sebastian Bach, compuesta en Leipzig entre 1726 y 1727, con textos de Picander. La primera interpretación conocida se realizó el 6 de febrero de 1727 en una ceremonia religiosa por la muerte de Johann Christoph von Ponickau en Pomßen, cerca de Leipzig. Posteriormente, la obra fue utilizada para las fiestas de la Presentación de Jesús en el Templo, los 2 de febrero.

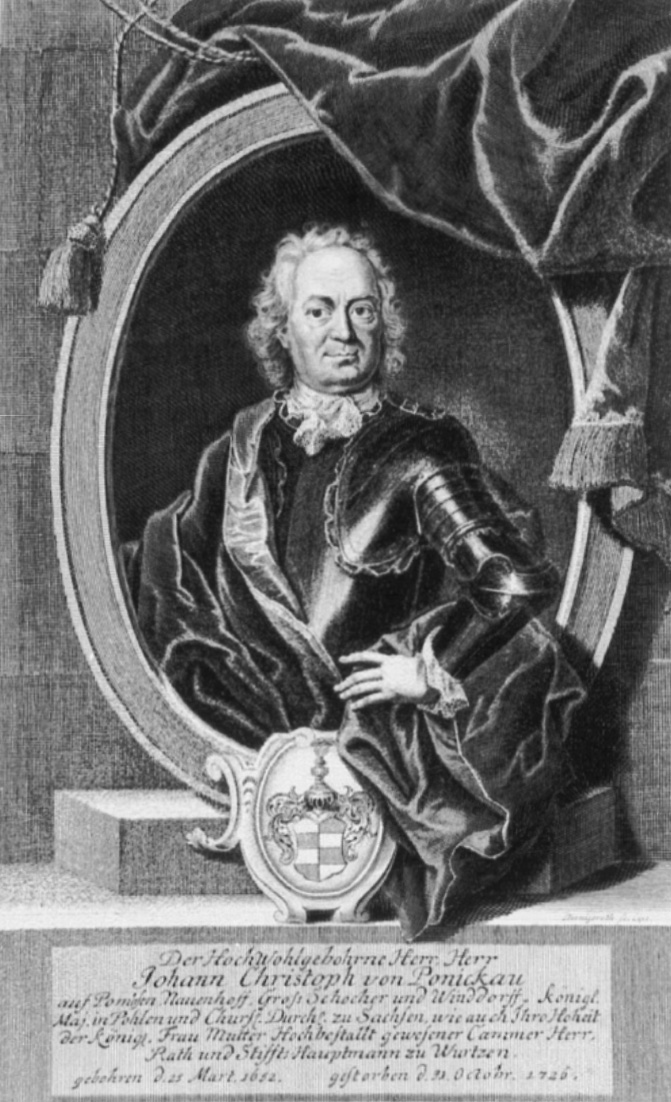
La cantata fue compuesta para las honras fúnebres por Johann Christoph von Ponickau

El libreto de Picander incluyó una cita del libro del Génesis 32: 26-32 en el primer movimiento y la última estrofa de Meinen Jesum laß ich nicht, BWV 124, en el coral de cierre. La contemplación comienza con una cita del Antiguo Testamento que se aplica a Jesús, y conduce a la última aria en la que se expresa un ansioso deseo de que la muerte llegue pronto. El coral de cierre retoma la primera línea.
Bach estructuró la cantata en cinco movimientos, la cual fue compuesta para dos solistas vocales (un tenor y un bajo), un coro de soprano, contralto, tenor y bajo, y un conjunto instrumental barroco de flauta traversa, oboe de amor y bajo continuo en la versión original reconstruida por Klaus Hofmann. En versiones posteriores hay partes interpretadas por oboe, dos violines y violetta.

## Historia y texto
El trabajo parece haber sido comisionado como una cantata fúnebre por Johann Christoph von Ponickau, un chambelán sajón. Picander, el libretista de Bach, vinculó claramente la cantata a Ponickau, publicando una extensa oda fúnebre a su muerte, seguida del texto de la cantata. La primera actuación conocida fue en un servicio conmemorativo para von Ponickau, el 6 de febrero de 1727 en la iglesia de su pueblo natal, Pomßen, a 20 km de Leipzig. El evento está bastante bien documentado, ya que hay un sermón de conmemoración impreso que brinda información sobre la música interpretada, incluyendo una segunda cantata de Bach, la ahora perdida Liebster Gott, vergißt du mich, BWV Anh. 209. Ese trabajo fue escrito con un libreto publicado por Georg Christian Lehms en su Gottgefälliges Kirchenopfer para el séptimo domingo después de la Santísima Trinidad.
Para Ich lasse dich nicht, du segnest mich denn, Picander incluyó una cita del Génesis 32: 26–32 en el primer movimiento, pero la línea de Jacob luchando con el ángel se entiende como un creyente que se dirige a Jesús. El coral de cierre es la última estrofa de Meinen Jesum laß ich nicht.
La cantata parece haber sido adaptada para su interpretación, como parte de la música de iglesia de Leipzig, específicamente para la Fiesta de la Purificación de María que se celebró el 2 de febrero. La existencia de más de una versión está implícita en los primeros manuscritos que se conservan, posteriores a la muerte de Bach, copiados por Christian Friedrich Penzel. La partitura principal que se conserva data de 1755 y hay secciones que corresponden a la década de 1760. Las lecturas prescritas para el día de la fiesta eran del libro de Malaquías, «el Señor vendrá a su templo» (Malaquías 3: 1-4 ), y del Evangelio de Lucas, la purificación de María y la Presentación de Jesús en el templo, incluido el cántico Nunc dimittis del anciano Simeón (Lucas 2: 22–32). La idea del cántico de Simeón de partir en paz se ha utilizado a menudo como imagen de la muerte de un cristiano.

### Puntuación y estructura
Bach estructuró la cantata en cinco movimientos. La compuso para dos solistas vocales, tenor (T) y bajo (B), un coro de soprano, contralto, tenor y bajo (SATB) solo en el coral de cierre y un conjunto instrumental barroco. Según el conjunto de partes de 1760, lo marcó para flauta traversa (Ft), oboe (Ob), oboe de amor (Oa), dos partes para violín (Vl), violetta (Vt) y bajo continuo. Hofmann derivó una versión de la partitura en 1755 para ser interpretada por un conjunto más pequeño de flauta traversa, oboe y viola de amor que podría asemejarse más a la utilizada en la primera interpretación. La duración de la cantata es de 21 minutos.

### Movimientos deIch lasse dich nicht, du segnest mich denn:[4]
- Dúo (tenor y bajo): Ich lasse dich nicht, du segnest mich denn
- Aria (tenor): Ich halte meinen Jesum feste
- Aria (tenor): Mein lieber Jesu du
- Aria, recitativo y arioso (bajo): Ja, ja, ich halte Jesum feste
- Coral: Meinen Jesum lass ich nicht

## Música
La música de la versión original ha sido descrita como música de cámara por Klaus Hofmann, en la cual se usa «una exquisita combinación de instrumentos solistas».
El movimiento de apertura establece una sola línea: la cita bíblica del Génesis que se convirtió en el título de la cantata: Ich lasse dich nicht, du segnest mich denn (No te dejaré, si no me bendices). El movimiento tiene un ritornello de ocho compases que abre, termina y biseca el movimiento, presentando un motivo imitativo prominente. Las dos voces solistas cantan el tema, que fue introducido por el continuo en un canon.
El segundo movimiento, Ich halte meinen Jesum feste (Sostengo a mi Jesús con fuerza), es un aria de tenor acompañada de continuo y oboe de amor obbligato, que realizan un ritornello largo que cumple la misma función estructural que en el primer movimiento. Craig Smith sugiere que esta es «quizás el aria de tenor más difícil de todo el repertorio», con «melismas salvajes y extremadamente ornamentadas».
El recitativo tenor, Mein lieber Jesu du, wenn ich Verdruß und Kummer leide, so bist du meine Freude (Mi querido Jesús, cuando sufro opresión y tormento, entonces tú eres mi alegría), va acompañado de cuerdas. Recuerda parte del motivo del primer movimiento.
El cuarto movimiento, para bajo, Ja, ja, ich halte Jesum feste, so geh ich auch zum Himmel ein (Sí, sí, sostengo a Jesús con fuerza, por lo tanto, también entraré al cielo), combina elementos de aria, recitativo y arioso. Se abre con un ritornello de violín, flauta y continuo. Estructuralmente, el movimiento completa la mayor parte de un aria da capo antes de que un episodio recitativo interrumpa la repetición de la sección A. La música se mueve entre aria y recitativo dos veces más, antes de que una sección de aria final termine el movimiento.
La cantata termina con una configuración en cuatro partes del coral, Meinen Jesum laß ich nicht, geh ihm ewig an der Seiten (No abandonaré a mi Jesús, caminaré a su lado para siempre), con una melodía en conjunción y una línea de continuo activo. La última línea es la misma que la primera, conectando con el comienzo de la cantata.